# الحياة (سلسلة وثائقية)
الحياة هي سلسلة وثائقية عن الطبيعة من إنتاج هيئة الإذاعة البريطانية، من كتابة وتقديم ديفيد أتينبارا.

## الحلقات

### تحديات الحياة
بُثَّت ببريطانيا في 12 من أكتوبر سنة 2009، شاهدها 6,840,000 شخص
تبدأ الحلقة باستعراض تقنية صيد غير اعتيادية طوَّرها الدلفين قاروري الأنف للصيد بالمياه الضحلة، حيث يقوم بإثارة سحبٍ من الطين حول فريسته باستخدام ذيله لإرباكها، ثم ينقضّ عليها عندما تبدأ القفز من حلقة الطين للهرب. تنتقل الحلقة بين عدة كائنات ذات طرق صيد فريدة، منها ثلاثة فهود تصطاد نعامة بأفريقيا، وحرباء أثناء صيدها حشرات فرس النبي بجزيرة مدغشقر، وحيتانٍ قاتلة تطارد الفقمات آكلة السرطان بقارة أنتاركتيكا. ثم تنتقل من الحيوانات إلى النباتات، فتصوّر الوسائل الدفاعية التي طورها نخل الجوز لتحصين ثماره ضد قرود الكبوش، والتي تعلّمت وسائل مميزة لكن صعبة للتغلب على دفاعات النخيل، ثم إلى النباتات المفترسة، كخناق الذباب الذي يغري الحشرات بالرحيق ثم يقبض عليها بفكيه ويهضمها، ومعارك ذكور أفراس النهر الشرسة لفرض السيطرة على مناطقها وإناثها. لكن لا تتبع جميع الحيوانات الأساليب العنيفة في التزاوج، حيث أن طيور الغطاس في بحيرات ولاية أوريغون تعتمد بدلاً من ذلك على المغازلة والعروض الجمالية. تستعرض الحلقة تضحيات بعض الحيوانات في سبيل صغارها، مثل إناث أخطبوط الهادئ العملاق التي ترقد في مكانها بعد وضع بيضها لرعايته، إلى أن تموت جوعاً دون أن تستطيع التحرك للتغذي، وإناث ضفادع الفراولة السامة التي تتسلّق ما يصل إلى ثلاثة أرباع كيلومتر طوال أسبوعين لتوصل الغذاء إلى صغارها بعد أن تحملهم إلى برك البروميلية، وإنسان الغاب الذي يرعى صغاره لثمانية سنوات كاملة حتى تكبر، وأخيراً البطاريق شريطية الذقن في جزيرة الخداع التي ترعى صغارها لشهورٍ وتسافر كيلومترات عبر البحر لجلب الغذاء لهم. لكن بعد أن يترك الآباء صغارهم عندما يبلغون، يضطر الصغار للذهاب بأنفسهم إلى البحر للتغذي، ويعيقهم حاجز من الجليد المحطم يسد الطريق إلى البحر المفتوح، حيث تفترس فقمة نمرية أحدهم أثناء توجههم إلى البحر. لذا فإنّ حياة الحيوانات مليئة دائماً بالتحديات، التي عليها مواجهتها للبقاء والنجاة.
تصوير السلسلة: على الرغم من أن فريق تصوير البرنامج قد سافر إلى جميع قارات العالم أثناء عمله، فإن قارة أنتاركتيكا كانت الأصعب من بينهم جميعاً. تظهر فقرة تصوير السلسلة كيفية سفر طاقم التصوير إلى القارة المتجمدة، وقضائهم شهراً كاملاً على جزيرة الخداع لتصوير لقطة مستعمرة البطاريق شريطية الذقن وحدها. ثم كيفية تعاون البحرية الملكية البريطانية ويخت فرنسي مع أربع طواقم تصوير ولمدة شهرين كاملين لتصوير اثنين من أهم مفترسي البحار المتجمدة، أحدهما هو الفقمة النمرية في لقطة صيدها للبطاريق، والثاني هو الحوت القاتل في لقطة مهاجمة الفقمة آكلة السرطان، وكانت تلك أول مرة يُصوَّر فيها حوت قاتل أثناء صيده بأنتاركتيكا.

### زواحف وبرمائيات
بُثَّت ببريطانيا في 19 من أكتوبر سنة 2009، شاهدها 4,930,000 شخص
تبدأ مقدّمة الحلقة من جزيرة كومودو الإندونيسية حيث يعيش تنين كومودو المعروف، التي يعتبرها المقدّم ديفيد أتينبارا آخر بقعة من الأرض لا زالت تحكمها الزواحف، وهي - بحسبه - إلى جانب البرمائيات مجموعتان بدائيّتان من الحيوانات تناسبان عصوراً أقدم من عصرنا الحالي، لكنهما مع ذلك طوّرتا طرق صيدٍ وعيشٍ فريدة من نوعها. في غابات البرازيل وفنزويلا توجد بعض أنواع الضفادع القزمة العاجزة عن القفز، ودفعها ذلك إلى تطوير تقنيات مختلفة للنجاة غيره، فعلجوم الشلالات مثلاً يرمي نفسه من أعالي الأشجار للهروب من مفترسيه، وبالمثل يقوم علجوم الحصى عند مقابلته رتيلاءً بتكوير نفسه والتدحرج من فوق منحدر صخريّ دون أن يتأذى. في مستنقعات البرازيل، تتجمَّع تماسيح الكايمانات بالمئات في البرك الضّحلة الصغيرة الباقية نتيجة الجفاف، منتظرة موسم الأمطار حتى تفيض الأنهار من جديد وتحصل على الغذاء. تنتقل الحلقة إلى التقنيات الفريدة التي طوّرتها بعض الزواحف للبقاء، مثل العظاءة الأمريكية المريَّشة التي تستطيع بفضل أجسامها الخفيفة وسرعتها العالية السَّير فوق سطح الماء دون الحاجة للسّباحة أو الخوض فيه، بل وإن الوزغة البرازيلية القزمة (التي لا يتعدَّى طولها بضعة سنتيمترات) قادرة على الوقوف فوق سطح الماء حرفياً. وأما حرباء النمر فهي متكيّفة تماماً بلسانها الطويل اللزج لصيد الحشرات في الغابات، ومع ذلك، فإن بعض الحرابي تعيش بالصحارى، مثل حرباء ناماكوا بصحراء ناميب. تستخدم بعض الزواحف استراتيجيات لحماية بيضها، كسحلية مالغازي المطوَّقة التي تدفن بيوضها تحت الرمال، غير أن أفعى أنف الخنزير تنجح بالعثور عليه وأكله، وعلى النقيض من ذلك، تقوم السحلية القرناء بالدّفاع عن بيضها ضد الأعداء حتى من الأفاعي. في مياه جزيرة نييوي تحمي الأفاعي المائية بيضها بطريقة أخرى، فتضعه داخل كهوف تحت الماء بجيوبٍ هوائية، ونادراً ما تهتم البرمائيات والزواحف ببيضها بعد تفقسيه، لكن ضفدع الثورة العملاق - على النقيض من ذلك - يرعى صغاره. تخاطر تنانين الكومودو بإندونيسيا - مع حلول موسم الجفاف وقلّة الغذاء - بمهاجمة جاموس الماء الذي يكبرها بعشرة أضعاف الحجم، وتنجح بقتله مستخدمة السم، ثم تفترسه، لتكون بامتياز الزواحف المهيمنة على الجزيرة.
تصوير السلسلة: كان مقطع صيد الكومودو في نهاية الحلقة أول تصويرٍ كامل على الإطلاق لعملية صيد لتنين كومودو. يظهر ملحق تصوير السلسلة استعانة فريق التصوير بمصوِّرين خبيرين بتصوير الزواحف، وحراس مسلَّحين بعصيٍّ لحمايتهم من التنانين عند اللزوم. يذهب فريق التصوير إلى بركة المياه الكبيرة الأخيرة المتبقية بالجزيرة في موسم الجفاف، وينتظر عدة أيام، حتى تقرّر بعض التنانين مهاجمة جاموس ماء، وبعد ذلك يلاحق الفريق الجاموس المُصَاب أثناء محنته، ويتحدَّث المصورون عن المشاعر السيئة التي أصابتهم لملاحقة حيوانٍ والتفرّج عليه وهو يموت ببطء.